# Palazzo Silva

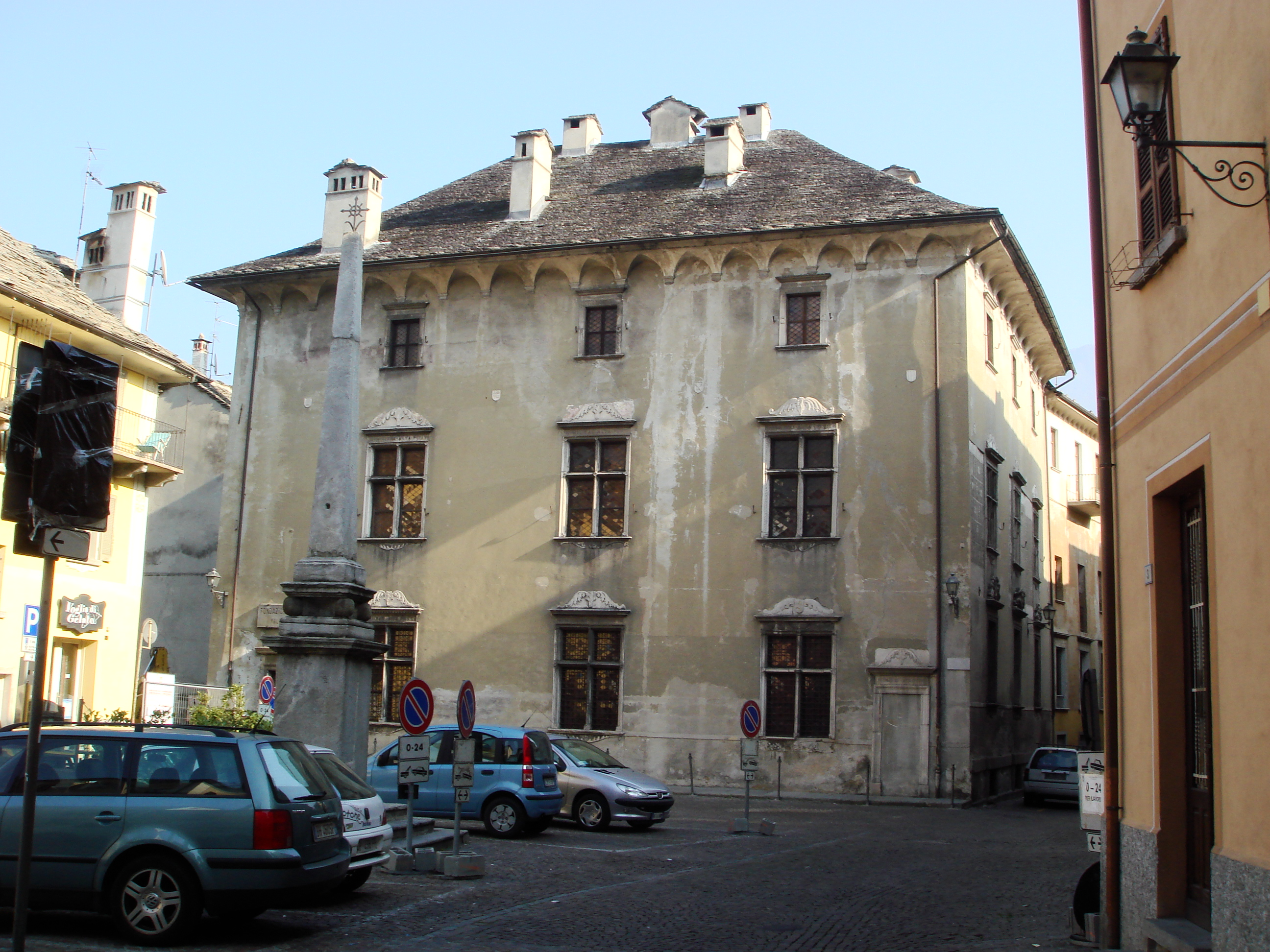
Der Palazzo Silva (2007)

Der Palazzo Silva ist ein Bauwerk im historischen Zentrum von Domodossola. Es gilt in Italien als Denkmal von nationaler Bedeutung. In seinem Innern ist ein kulturhistorisches Museum untergebracht, das Civico Museo di Palazzo Silva.

## Palazzo

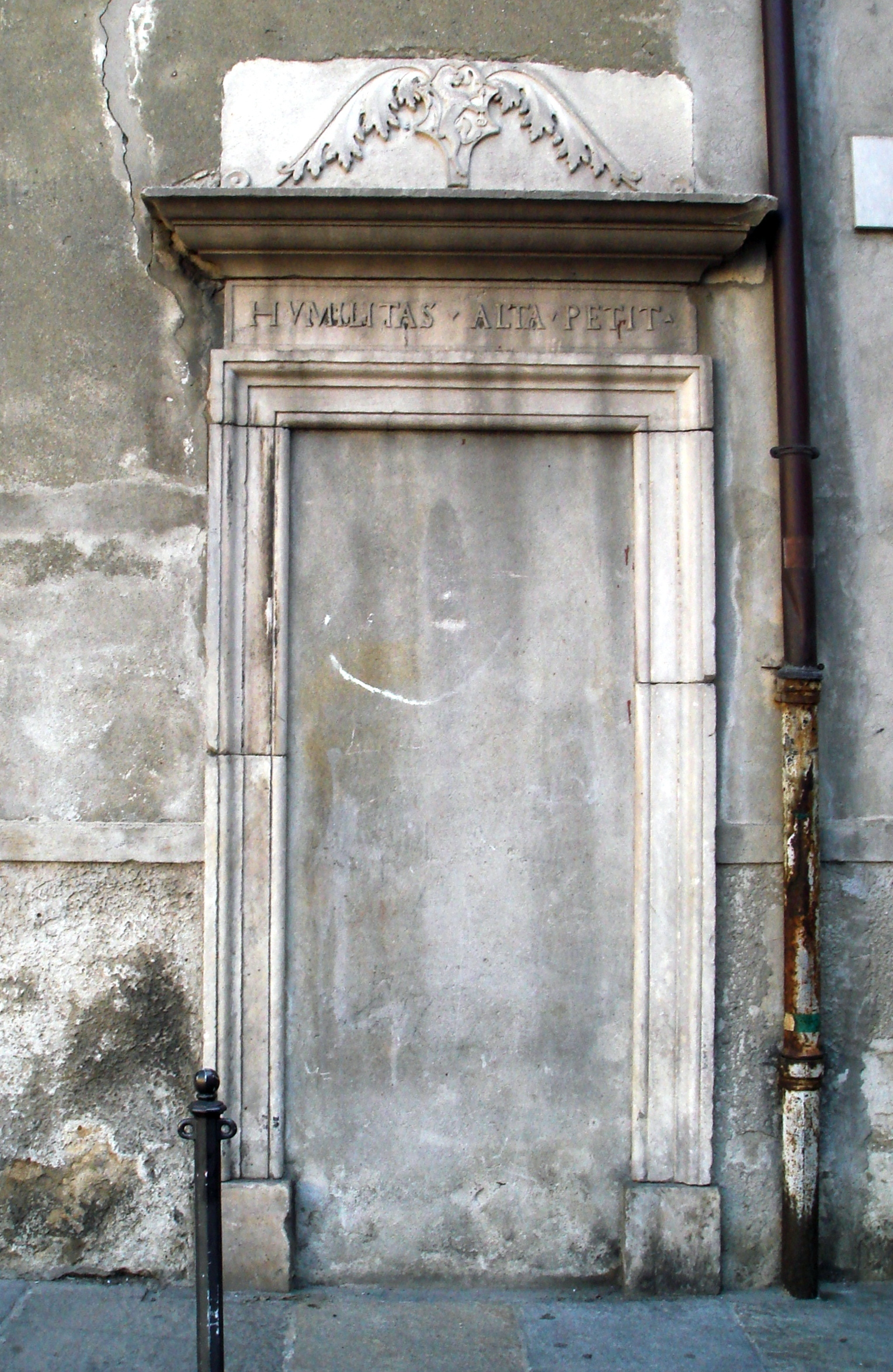
Eine eingemauerte Tür mit dem Familienmotto

Der Palazzo Silva wurde im 14. Jahrhundert als Adelssitz errichtet. Um das Jahr 1519 wurde er vom Söldnerführer Paolo della Silva, der im Dienst des französischen Königs Franz I. stand, umgebaut. Er ist eines der besten Beispiele eines Herrenhauses im Renaissance-Stil am südlichen Alpenrand. Das schmiedeeiserne Tor battuto an der Via Paletta umhüllt den Marmorhof („Corte dei marmi“), in dem es noch ein Portal mit Spitzbogen gibt. Ein besonderes Merkmal ist auch die Wendeltreppe aus Serizzostein, die von den Untergeschossen zum Dach führt und alle Stockwerke des Hauses verbindet. Die Kamine, die Familienwappen und die ausgeschmückten Teile der Fenster und Türen bestehen aus Marmor aus Crevoladossola. Auf letzteren prangt mehrmals das Motto der Familie Silva: Humilitas alta petit (dt. „Die Bescheidenheit strebt nach Höherem“). Auf der heutigen Piazza Chiossi befand sich einst der „Brolo“, ein Garten mit Brunnen und angegliedertem Obstgarten.

## Das städtische Museum
1882 erwarb die Fondazione Galletti, eine Stiftung, den Palazzo Silva, um darin ihre Sammlungen zusammenzuführen. So entstand das Museum. In der Folge wurde es mehrmals umgestellt und überarbeitet bis zur definitiven Unterbringung zwischen 1940 und 1950. 1986 wurde der Palazzo an die Gemeinde Domodossola abgetreten, in deren Besitz sich das Gebäude seither befindet. In seinen Wohnräumen werden militärische Gegenstände (Hellebarden, Schwerter, Säbel, Kopfbedeckungen und Rüstungen), Möbel (Tische und Geschirrschränke), Öfen, Schlüssel und antike Fibeln, Kämme und Fächer, Messgewänder, Holzskulpturen, marmorne Wappen, etruskische und römische Funde, Kupferstiche, Kleidung aus dem Ossolatal, Fragmente ägyptischer Mumien sowie viele Gemälde ausgestellt. Das Museum kann an jährlich festgelegten Öffnungszeiten oder auf Anfrage in kleinen Gruppen besichtigt werden.